# Real Cyclecar

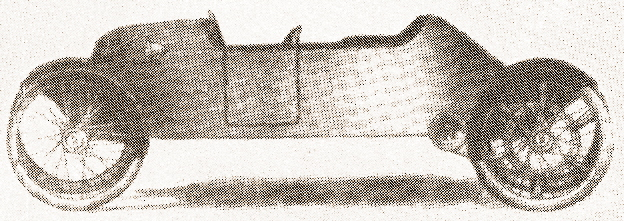
Real Cyclecar (1914)

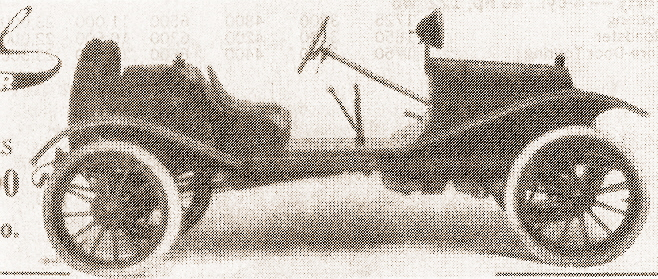
Real Light Car (1915)

Die Real Cyclecar Company war ein US-amerikanischer Automobilhersteller in Anderson (Indiana).

## Beschreibung
Die Firma wurde vom Geschäftsmann Paul Prigg gegründet und baute nur im Jahre 1914 Kleinwagen. 1915 zog die Gesellschaft nach Converse (Indiana) um, wurde in Real Light Car Company umbenannt und stellte Leichtfahrzeuge her.
Der Real des Jahres 1914 war ein besonders einfach konstruiertes Fahrzeug. Es wurde zwar als Cyclecar bezeichnet. Allerdings erfüllte es mit 1136 cm³ Hubraum das Hubraumkriterium nicht. Es hatte einen Rahmen aus Tannenholz mit 2591 mm Radstand und Spurweiten von 914 mm oder 1422 mm. Die Bodenfreiheit betrug 381 mm. Am äußersten, hinteren Ende war ein luftgekühlter V2-Motor von Wizard angebracht, der 9 bhp (6,6 kW) leistete. Die Stahlkarosserie war nur mit zwei Schrauben am Chassis befestigt. Der Wagen war mit zwei hintereinanderliegenden Sitzen ausgestattet. Auf dem hinteren Sitz konnten zwei (schlanke) Personen nebeneinander Platz finden. Der Real kostete nur US$ 290,– als Roadster und US$ 375,– als einsitziger Lieferwagen.
Im Folgejahr erhielten die Wagen einen etwas größeren V2-Motor mit 13 bhp (9,6 kW) Leistung und der Radstand schrumpfte auf 2540 mm. Daneben wurde ein Leichtfahrzeug ähnlicher Auslegung geliefert, das nur in Normalspur und mit Holzspeichenrädern verfügbar war und ebenfalls US$ 375,– kostete. Der zweisitzige Roadster besaß einen Vierzylinder-Reihenmotor, der 12 bhp (8,8 kW) abgab.
Im Dezember 1915 musste die Gesellschaft Konkurs anmelden. Prigg wandte sich Jahre später in Florida dem Bootsbau zu.

## Modelle
| Modell     | Bauzeitraum | Zylinder | Bohrung (mm) | Hub (mm) | Hubraum (cm³) | Leistung        | Radstand | Aufbauten                                     |
| ---------- | ----------- | -------- | ------------ | -------- | ------------- | --------------- | -------- | --------------------------------------------- |
| Cyclecar   | 1914        | 2 V      | 85,725       | 98,425   | 1136          | 9 bhp (6,6 kW)  | 2591 mm  | Roadster 3 Sitze (Tandem), Lieferwagen 1 Sitz |
| Light Twin | 1915        | 2 V      | 101,6        | 101,6    | 1647          | 13 bhp (9,5 kW) | 2540 mm  | Roadster 3 Sitze (Tandem), Lieferwagen 1 Sitz |
| Light Four | 1915        | 4 Reihe  | 87,63        | 101,6    | 2451          | 12 bhp (8,8 kW) | 2540 mm  | Roadster 2 Sitze                              |